# National Highway Traffic Safety Administration

Il logo della NHTSA

La National Highway Traffic Safety Administration (NHTSA) è un'agenzia governativa statunitense facente parte del Dipartimento dei Trasporti. Essa descrive la sua missione nel seguente modo: "salvare vite, prevenire infortuni in seguito a incidenti, ridurre il numero di incidenti imputabili ai veicoli".

## Struttura
Come parte delle sue attività, la NHTSA è incaricata di stabilire gli standard di riferimento per la sicurezza su strada, la prevenzione dei furti automobilistici ed il contenimento dei consumi di carburante. La parte inerente ai consumi di carburante fa parte di un programma denominato Corporate Average Fuel Economy (CAFE). La NHTSA è anche l'ente che permette o impedisce l'importazione di veicoli da altri Paesi o anche parti di ricambio per dispositivi di sicurezza montati in veicoli già commercializzati negli States. Gestisce inoltre il sistema di codifica dei numeri di telaio, è incaricata dello sviluppo dei manichini per i crash test, oltre che dei programmi previsti per i crash test stessi e fornisce informazioni sui costi delle assicurazioni. Questo ente ha anche annunciato di volersi dedicare alla regolamentazione dei gas serra, anche se per il momento la questione è contesa tra l'NHTSA stessa ed altri enti distribuiti nei vari stati degli USA, come per esempio il California Air Resources Board.
Un'altra della maggiori attività della NHTSA è la creazione e la manutanzione di un vero e proprio database gestito dal national Center for Statistics and Analysis. In particolare, una delle risorse di riferimento di questo database, non solo relativamente agli USA ma a livello mondiale, è il Fatality Analysis Reporting System (FARS). Questa risorsa appare citata in numerosi contributi alla ricerca sulla prevenzione degli incidenti stradali, contributi apparsi in numerose pubblicazioni di carattere tecnico inerenti a tale argomento. Ma spesso i risultati ottenuti nei vari crash test risultano controversi e sono oggetto di dibattiti e polemiche da parte di alcuni esperti nel settore.

## Storia
Tra il 1965 ed il 1966 la popolazione statunitense cominciò a fare pressioni sulle autorità competenti affinché venisse notevolmente incrementata la sicurezza su tutti i veicoli. Tale preoccupazione, che già cominciò a farsi sentire negli anni precedenti, raggiunse il suo culmine con la pubblicazione, proprio nel 1965, del libro Unsafe at any speed (Insicura ad ogni velocità) di Ralph Nader e del trattato Accidental Death and Disability—The Neglected Disease of Modern Society (Morte accidentale e disabilità - La malattia trascurata della moderna società) dell'Accademia Nazionale delle Scienze.

Nel 1966 il Congresso ha tenuto una serie di audizioni molto pubblicizzate in tema di sicurezza stradale, ha approvato la legge che sanciva l'obbligo d'installazione delle cinture di sicurezza e ha promulgato una serie di leggi che sono sfociate nell'istituzione del Dipartimento dei Trasporti degli Stati Uniti il 15 ottobre 1966. Tale serie di leggi diedero inoltre luogo ad una serie di enti ed agenzie che insieme sarebbero divenute l'NHTSA. Tra questi enti vi erano la National Traffic Safety Agency, la National Highway Safety Agency e la National Highway Safety Bureau. Una volta che venne istituita anche la Federal Motor Vehicle Safety Standards (FMVSS), destinato a stabilire via via tutti gli standard di sicurezza che un veicolo destinato alla commercializzazione negli USA doveva possedere, i veicoli non certificati dai rispettivi costruttori così come stabilito dalla FMVSS non potevano essere commercializzati negli USA.

La NHTSA fu ufficialmente fondata nel 1970 e nel 1972 il suo campo di azione fu esteso anche alla realizzazione di programmi informativi per il consumatore. Da quel momento le autovetture migliorarono sensibilmente dal punto di vista della sicurezza per gli occupanti in seguito ad incidenti. Il numero di morti per incidente si stabilizzò a circa 40.000 l'anno, una quota inferiore rispetto a quelle rilevate durante gli anni sessanta.

La NHTSA ha condotto diverse indagini sui contenuti di alcuni modelli in materia di sicurezza stradale, tra cui quella inerente all'Audi 5000, accusata di accelerare improvvisamente da sola, o il Ford Explorer ed i suoi presunti casi di cappottamento, e più i problemi della Toyota con i suoi comandi dell'acceleratore (21 gennaio 2010).

L'agenzia ha presentato una proposta di introduzione dell'ESP su tutti i veicoli a partire dal 2012, soluzione che venne portata alla pubblica attenzione già nel 1997 in Svezia, in seguito ai cosiddetti test dell'alce.

Oggigiorno la NHTSA fornisce ai consumatori una serie di informazioni in tema di sicurezza stradale che generalmente non potevano essere ottenute prima della nascita dell'agenzia.

## Il programma di valutazione della sicurezza dei veicoli

La valutazione finale viene espressa in stelle; da 1 a 5

La valutazione della sicurezza dei veicoli stradali è determinata attraverso 5 test, il risultato è una valutazione complessiva che si esprime da 1 a 5 stelle:
Crash test frontale
In questo test viene analizzata la sicurezza passiva del mezzo che si scontra frontalmente, ad una velocità di 56 km/h, su una barriera rigida indeformabile. Il test quindi analizza i danni ricevuti dai manichini (guidatore e passeggero anteriore) nelle parti principali del corpo: testa, collo, torace, femori e ginocchia. Viene in conclusione rilasciata una valutazione complessiva espressa in stelle come media fra le due valutazioni registrate ai due manichini. Il test vale da solo il 42% della valutazione complessiva.
Crash test laterale

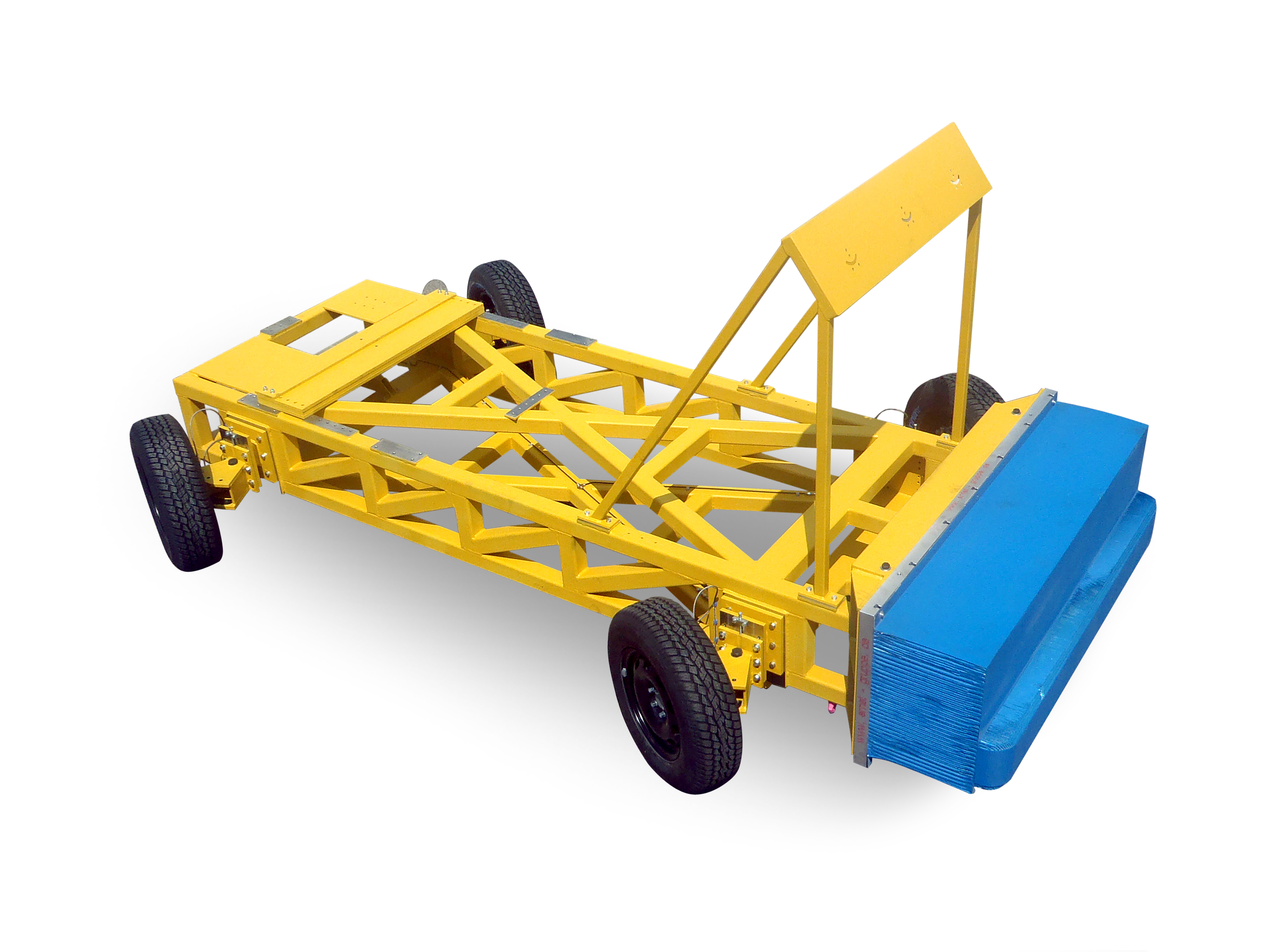
Carrello mobile con barriera deformabile, simile a quello utilizzato per i crash test laterali

Il test analizza la sicurezza passiva del mezzo che viene investito, da fermo, lateralmente da un carrello mobile (con barriere deformabile) pesante 1367 kg viaggiante alla velocità di 62 km/h (che equivale ad un incidente fra l'auto analizzata in movimento ed un'altra vettura viaggiante a 55 km/h); lo scontro non avviene perpendicolarmente ma con un'angolazione di 27 gradi. I danni analizzati sono quelli riportati alla testa, torace, addome e bacino dei due manichini all'interno della vettura: guidatore e passeggero posteriore. Il test non restituisce una valutazione indipendente: il voto definitivo è una media fra la valutazione di questo test e quello del palo. Vengono in verità eseguiti due test: uno dal lato pilota e uno dal lato passeggero: il primo ha un peso del 40% sulla media dei tre test (pilota, passeggero, palo) il secondo ha un peso del 50%. In totale i tre test hanno un peso finale del 33% sulla valutazione definitiva.
Crash test del palo
L'auto testata viene sottoposta ad un impatto laterale con un palo di 25 cm, in corrispondenza della testa del pilota rappresentato da un manichino, che è anche l'unico presente all'interno del mezzo. L'impatto avviene alla velocità di 32 km/h. Il test rileva lesioni a testa, torace, addome e bacino. Viene espressa una valutazione, con punteggio sempre in stelle che si somma alla valutazione data al test laterale per poi farne una media come risultato finale. Il test ha un peso del 10% sulla media con il test laterale, insieme al quale ha un peso del 33% sulla valutazione finale.
Rischio di ribaltamento
Il protocollo NHTSA testa anche il rischio di ribaltamento dei veicoli: viene prima eseguita un'analisi teorica sul mezzo combinando la sagoma del mezzo col baricentro, successivamente si effettua un test dinamico, denominato J-turn, con lo scopo di mettere alla prova le capacità dinamiche del veicolo e i suoi sistemi di stabilità. Il test fisico sulla vettura viene eseguito solo se l'analisi teorica solleva dei dubbi di pericolosità data da un elevato rischio di ribaltamento. La valutazione è espressa da 1 a 5 stelle e ha un peso del 25% sulla valutazione finale.